# Maria Dundakova
Maria Dundakova (bulgarisch Мария Дундакова, Marija Dundakowa; * 1939 in Sofia) ist eine multimedial schaffende schweizerische Künstlerin bulgarischer Herkunft. Sie lebt und arbeitet in Basel.

## Leben
Nachdem sie 1966 ihren Abschluss an der Universität der schönen Künste in Sofia erhalten hatte, ließ sie sich im folgenden Jahr in Körpersprache ausbilden und war Art Director in Dokumentarfilmen. Ein Stipendium für textiles Design an der Universität für angewandte Kunst in Prag, das sie 1968 erhielt, ermöglichte ihr die Teilnahme an Ausstellungen in Prag, London, Brüssel, Hamburg: "Modern Tapistry". Es folgten die Teilnahme am "XI. Salon International Paris" im Folgejahr, sowie eigene Ausstellungen in Warschau und Łódź im Museum für moderne textile Kunst zwischen 1970 und 1971. Zur selben Zeit betrieb sie auch eine Ausstellung in einer amerikanischen Bank und der Banque Nationale de Paris zusammen mit Sonia Delaunay und gewann den 2. Preis am "Salon International de Paris" sowie den "Prix de la ville de Paris" für Malerei.
Es folgten das Projekt "Communication Art" und Realisation von Werbepostern (beide 1975), sowie Installationen auf der Strasse und Ausstellungen in Paris und Aarau im Folgejahr.
Ihre erste Videoarbeit war 1979 "Interactive Signs as input of communication", der die Teilnahme am "Salon Ecriture, Musée de Luxembourg in Paris folgte. 1980 erstellte sie ihre ersten Arbeiten in der Landschaft und nahm am Salon de la lettre et du signe, Centre d'Art et de Dessin in Paris teil.

## Ausstellungen
- 1976/78: Salon Ecriture, Musée de Luxembourg, Paris. Salon de la lettre et du signe, Musée de Luxembourg, Paris. Zusammenarbeit mit “lettristes” in Paris, Isidore Isou and Maurice Lemaître. Ausstellung im Grand Palais, Paris. Eigene Ausstellung: “Communication Art” im Musée cantonal des beaux-arts de Lausanne. "L’Estampe d’aujourd’hui" 1973/78, Bibliothèque Nationale de Paris

## Werke
- 1981/82: Aspects of Contemporary Art, Grand Palais, Paris. Salon Ecriture, Musée du Luxembourg. Centre d’Art de la rue du Louvre, Paris. Schweizer Ausstellung '81, Delémont. 10 Künstler aus Solothurn, Greyerzer Museum, Bulle.
- 1983: Farbe als Energie: Projekt La Mémoire de Geste. Project The Path of the Shaman in der Sinai-Wüste. Bilder, Gemälde, Papierobjekte, live-Darbietungen in der Natur, Bildchoreographie. Papier - eine neue künstlerische Sprache, Musée des Art decoratifs, Lausanne.
- 1984: Interaktion zwischen der Sprache der Natur und der menschlichen Sprache. Ausstellung mit italienischen Künstlern in Varese und Mailand. Signs - Scripture in modern Art, Grand Plais, Paris.
- 1985: Körper als Energie: Erdzeichnungen, Arbeiten mit blauen und gelben Pigmenten. Weitere Zusammenarbeit mit der Groupe de Lettristes, Grand Palais, Paris. Ausstellung in der Galerie Toni Brechbühl, Grenchen.
- 1986: Malerei auf grossen Oberflächen mit dem Thema Le sacre du printemps von Igor Strawinsky. Verwandlung von Klang zu Farbe und Bewegung. Galerie Schweizer Bankgesellschaft, Aarau. Schweizer Papierkunst und Kleinformate, Galerie Del Mese-Fischer, Meisterschwanden.
- 1987: Einfarbige Gemälde: dramaturgische Spannung zwischen Farbe, Bewegung und Zeit. Farbe als Raum. Siebente Kunstausstellung, Stockholm. One Woman Show, Internationale Kunstmesse, Basel. Objektkunst, Kunstmuseum, Grenchen. Bücherkunst, Galerie Heidi Schneider, Horgen.
- 1988:  Farbe als rituelles Element im natürlichen Raum. Projekt Le sacre du Printemps in der Sinai-Wüste. Körpersprache interagiert mit der Landschaft. Zeichnungen direkt auf der Erde mit Mineralpigmenten. Bilder, Zeichnungen, Videos in Zusammenarbeit mit dem Komponisten elektronischer Musik Bruno Spoerri. 1. International Make-Up Art, MUBA Kongrescenter, Basel. Live-Performance Papierkunst, Kulturmühle, Lützelflüh. Kunsthaus St. Alban, Basel.
- 1989: Projekt Bauernhaus: Handgemachte Papier-Drucke von einem Schweizer Bauernhaus und Installationen im urbanen Lebensraum. Ausstellung Art Beyond Barriers, Frauenmuseum Bonn. Eingeladen als spezieller Gast ins Haus der Kunst, München. 2. International Make-Up Art, Köln. Live-Darbietung Sacrifice, Köln. Galerie Hermes, Solothurn.
- 1990: Projekt Stone Rite in Massada/Israel: Dramaturgisches Skript des natürlichen Raums. Five masters of carborundum technique, Galerie Nievergelt, Oerlikon.
- ab 1991: Project Sun Rite, ein Zyklisches Kunstwerk. Es beginnt am tiefsten Punkt der Erde (Totes Meer) und entwickelt sich in der brasilianischen Landschaft.
- 1991: Projekt Sun Rite for Anna Livia mit Musik von Bruno Spoerri. Videoarbeit in Dublin, Kulturstadt Europas 1991, Videopremiere im Museum für moderne Kunst in Dublin. Teilnahme an der 21. Biennale in São Paulo: Installation Echo Wall, Gemälde, live Performance mit den brasilianischen Tänzern Carlos dos Santos und César Volpe und Musik von Bruno Spoerri. Präsentation des Projekt Sun Rite - Baptism, Performance A Man and a Wave, Strand Apoi d’or, Rio de Janeiro mit dem Tänzen Carlos dos Santos und Musik von Hermeto Pascoal.
- 1992: Weiterentwicklung des Projekts Sun Rite - Baptism - Dom Dia Copacabana, Installation und Gemälde. Performance, Tanz und Musik in Fundaçao Progreso unter der Leitung des Museums für moderne Kunst, Rio de Janeiro, im kulturellen Programm der UNO-Umweltkonferenz.
- 1993: Landschaft als energetischer Ausdruck von Matiere. Landschaft als Ereignis. Sun Rite - The Core And The Fruit. Rote Farbe, rote Energie, monochrome Gemälde, Performance in einem Vulkan auf Lanzarote. Körpersprache interagiert mit der Körpersprache.
- 1995: Einladung durch die Kulturstadt Europas Luxemburg und Entwicklung des Projekts Sun Rite - Summer - Valley of the Corn an dem sich die drei Länder Belgien, Frankreich und Luxemburg beteiligen. Thema: Kunst und Umwelt. Projekt Sun Rite - Le Mémoire du Geste, Summer Solstice. Projekt Hommage à la terre, Erdskulptur. Landschaft interagiert zwischen Natur- und Gesellschaftsereignissen.
- 1996/97: Weiterentwicklung des Projekts Sun Rite - The Core And The Fruit. Performance mit den brasilianischen Tänzern Carlos dos Santos und César Volpe. Internationaler UNESCO-Kongress in Calgary auf Sardinien, Kunst und Umwelt, Sun Rite - The dance of fire. Racu-Skulpturen. Mehrere Performances, Gemälde und Installationen in Zusammenarbeit mit Martin Neukom, Komponist elektronischer Musik, Marco Bähler, Didgeridoo und Jacques Widmer, Perkussion. Ausstellung an der Frauen-Kunstform in Bern. Performances im botanischen Garten und im Kunstmuseum, Bern.
- 1998: Projekt Sun Rite - Berlin Tides. Gastprofessor an der Universität für dramatische Kunst, Berlin. Abschiedsperformance mit Studenten: Berlin mon amour. Ausstellung Berlin Tides an der Frauen-Kunstform in Bern.
- 1999: Projekt Sun Rite - Grün, ich liebe dich, Grün ausgehend von einem Gedicht von Garcia Lorca und Performance und Ausstellung in Herisau. Projekt Sun Rite - Rhythm. Videofilm Berlin Tides, Ausstellung Zimmermann-Haus, Brugg.
- 2000: Projekt Sun Rite - Rhythm/Zero time as now, Projekt Sonar - Dance of ground rhythms of the Rhine. Ausstellung im Kunstraum in Luzern und Galerie Pia-Anna Borner, Luzern.
- 2001: Projekt Moderne Zeiten - öffentliche Kunst. Weiterentwicklung der Communication Art. Fotos des städtischen Lebens. Teilnahme an verschiedenen Schweizer und ausländischen Kunstausstellungen. Eigene Ausstellung Ich bin in der Galerie Pia-Anna Borner in Luzern und im Goldenen Kalb in Aarau. Sun Rite - der Rausch - Soundinstallation.
- 2002: Weiterentwicklung des Projekts Bauernhaus. Ausstellung Salz und Honig im Rathaus Aarau. Time Story, Ausstellung im Schützenhaus in Safenwil. Musikarbeit Solstice in Zusammenarbeit mit dem Audiodesigner Holger Stenschke, präsentiert und aufgeführt an der imeb, das 32. Festival der elektronischen Musik und Kreationen. Projekt für elektronische Musik und Bildinstallation Verte, je t’aime verte.
- 2003: Projekt Sun Rite - La terre, ma passion, Projekt für Gemälde und Sound-Installationen.